# Ювентус (женский футбольный клуб)
«Ювентус» (итал. Juventus Football Club) — итальянский женский футбольный клуб из города Турин области Пьемонт. Создан 1 июля 2017 года как женская секция футбольного клуба «Ювентус».
Выступает в женской Серии А с сезона 2017/2018. Один из самых титулованных женских команд Италии. Обладатель национального рекорда: клуб стал первым итальянским клубом в истории (среди женщин и мужчин), которому удалось провести «идеальный сезон» — выиграть все матчи чемпионата.

## Достижения
- Чемпионат Италии по футболу среди женщин[англ.]
  - Победитель (5): 2017/18, 2018/19, 2019/20, 2020/21, 2021/22
- Кубок Италии по футболу среди женщин
  - Обладатель (3): 2018/2019, 2021/2022, 2022/2023
- Суперкубок Италии по футболу среди женщин
  - Обладатель (3): 2019, 2020, 2022.
  - Финалист (2): 2018, 2022